# 沃尔特革命共产党
沃尔特革命共产党（法語：Parti communiste révolutionnaire voltaïque，缩写为PCRV）是布基纳法索的一个共产主义政党。该党成立于1978年10月1日，分裂自沃尔特共产主义组织。它的意识形态是共产主义、马克思列宁主义、霍查主义。它的政治立场是极左翼。它出版报纸《巴格—帕尔加》。它是马列主义政党和组织国际会议 (团结和斗争)的成员。